# Motocyklowe Grand Prix Ameryk
Motocyklowe Grand Prix Ameryk – eliminacja Motocyklowych Mistrzostw Świata rozgrywana od 2013 roku na torze Circuit of the Americas w Austin. W debiutanckim sezonie wyścig był trzecim rozgrywanym na terenie Stanów Zjednoczonych obok imprez na torach w Indianapolis i Laguna Seca.

## Lista zwycięzców
| Sezon | Data                | Moto3         | Moto2             | MotoGP       |
| ----- | ------------------- | ------------- | ----------------- | ------------ |
| 2021  | 3 października 2021 | Izan Guevara  | Raúl Fernández    | Marc Márquez |
| 2019  | 14 kwietnia 2019    | Aaron Canet   | Thomas Lüthi      | Álex Rins    |
| 2018  | 22 kwietnia 2018    | Jorge Martín  | Francesco Bagnaia | Marc Márquez |
| 2017  | 23 kwietnia 2017    | Romano Fenati | Franco Morbidelli | Marc Márquez |
| 2016  | 10 kwietnia 2016    | Romano Fenati | Álex Rins         | Marc Márquez |
| 2015  | 12 kwietnia 2015    | Danny Kent    | Sam Lowes         | Marc Márquez |
| 2014  | 13 kwietnia 2014    | Jack Miller   | Maverick Viñales  | Marc Márquez |
| 2013  | 21 kwietnia 2013    | Álex Rins     | Nicolás Terol     | Marc Márquez |

## Liczba zwycięstw (kierowcy)
- 7 – Marc Márquez
- 3 – Álex Rins
- 2 – Romano Fenati
- 1 – Nicolás Terol, Jack Miller, Maverick Viñales, Danny Kent, Sam Lowes, Franco Morbidelli, Jorge Martín, Francesco Bagnaia, Jorge Martín, Aron Canet, Thomas Luthi, Izan Guevara, Raúl Fernández